# 円錐

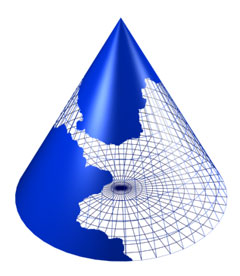
円錐

円錐（えんすい、英: cone）とは、円を底面として持つ錐（）状にとがった立体のことである。

## 定義
三次元空間内の直線 l と l 上の点 p を置く。点 p を通り、直線 l に平行でも垂直でもない直線を、 l を軸として回転させて得られる曲面（回転面）を円錐面という。
さらに回転軸に直交する平面 P をとり、円錐面と P とで囲む有界で中身の詰まった立体図形を直円錐あるいは単に円錐という。
このとき、点 p をこの円錐の頂点、頂点と底面との距離をこの円錐の高さといい、直線 l （と円錐との共通部分）をこの円錐の母線という。また、円錐と平面 P との共通部分をこの円錐の底面といい、そうでない面を側面という。底面は回転軸と平面 P との交点を中心とするような円になる。また、円錐の展開図を書くと、側面は扇形である。この扇形の半径となるような線分も母線と呼ばれ、この扇形の中心角は円錐の頂角と呼ばれる。

## 性質
| 外観図と展開図 |  | 外観図と展開図 |
| 外観図と展開図 |  |                |

- 円錐は、錐体の一種である。
- 高さを h、母線の長さを c、底面の半径を r、底面積を B ({\displaystyle =\pi r^{2}})、底面の周を b ({\displaystyle =2\pi r})、 と置けば、円錐の側面積 Sside、表面積 S、体積 V はそれぞれ以下で与えられる[1]： 
{\displaystyle S_{\mathrm {side} }=\pi rc=\pi c{\sqrt {c^{2}-h^{2}}}={\frac {1}{2}}bc}
{\displaystyle S=S_{\mathrm {side} }+B=\pi r(r+c)={\frac {1}{2}}b(r+c)\,}
{\displaystyle V={\frac {1}{3}}\pi r^{2}h={\frac {1}{3}}\pi (c^{2}-h^{2})h={\frac {1}{3}}Bh}

## 標準化
円錐面は、適当な直交変換を行うことにより、次の陰関数に帰着される。
{\displaystyle aX^{2}+bY^{2}-cZ^{2}=0}
式の形から、円錐面は二次曲面の一種であることがわかる。また定義から直接に、円錐面は次の関数に媒介変数表示できる。
{\displaystyle {\begin{cases}X=a\cos(st)\\Y=b\sin(st)\\Z=ct\end{cases}}}

## 円錐曲線
円錐面を平面で切断したとき、その断面として現れる曲線を総称して円錐曲線という。解析幾何学においてはこれが二次曲線と同値であることが示される。

## 一般化

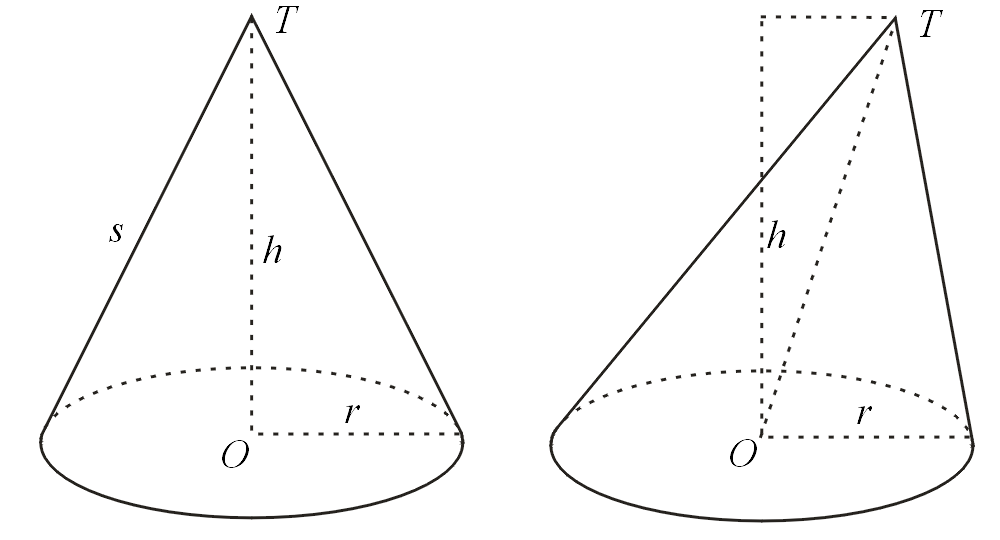
直円錐と斜円錐

一般に、ある平面 P 上の円 O と平面 P 上にない点 T が与えられたとき、O の円周上の点と T とを結んだ線分の軌跡および円 O で囲まれる立体を斜円錐あるいは単に円錐という。また、円 O をこの斜円錐の底面、点 T をこの斜円錐の頂点という。
底面でない面を側面、頂点と底面との距離を高さと呼ぶのは直円錐と同じである。
なお、斜円錐の頂点 T から平面 P に下ろした垂線の足が円 O の中心に一致するならば、この斜円錐は直円錐である。
また、直円錐は直線を交わる直線を軸にして得られた回転体であったが、仮に直線をそれに平行な直線を軸にして回転させると直柱体になり、"ねじれの位置" にある直線を軸にして回転させると回転双曲面になる。

## 関連項目

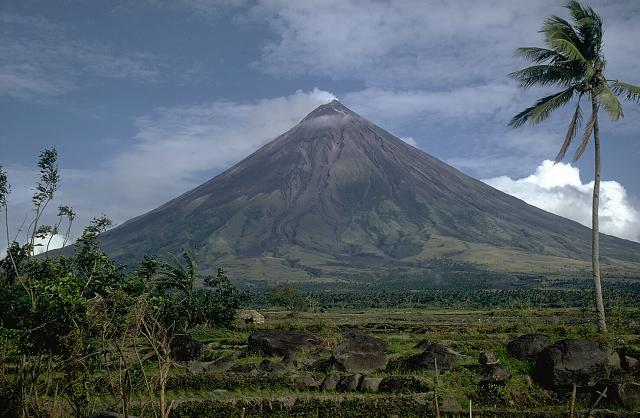
フィリピンにあるマヨン山（ルソン富士）。成層火山の一例。